# Бойко, Георгий Александрович
Георгий Александрович Бойко — советский хозяйственный, государственный и политический деятель.

## Биография
Родился 3 марта 1925 году. Член КПСС.Жил в городе Волгограде 
С 1941 года — на хозяйственной, общественной и политической работе. В 1941—1987 гг. — токарь на оборонном предприятии в Уфе, работник станции Сарепта Приволжской железной дороги, партийный работник в Волгоградской области, первый секретарь Кировского райкома КПСС города Волгограда, первый секретарь Волжского горкома КПСС, заведующий отделом Волгоградского обкома КПСС, председатель Волгоградского областного Совета профсоюзов.
Делегат XXIII, XXVI и XXVII съездов КПСС.
Умер в Волгограде 27 июля  1997 года.
Супруга Бойко Наталья Матвеевна (дата смерти 6 января 2020 г)
Дети: Бойко Александр Георгиевич
Васильева Ирина Георгиевна, внучка Васильева Виктория Анатольевна, Бойко Мария Александровна, Беляева Яна Александровна

## Память

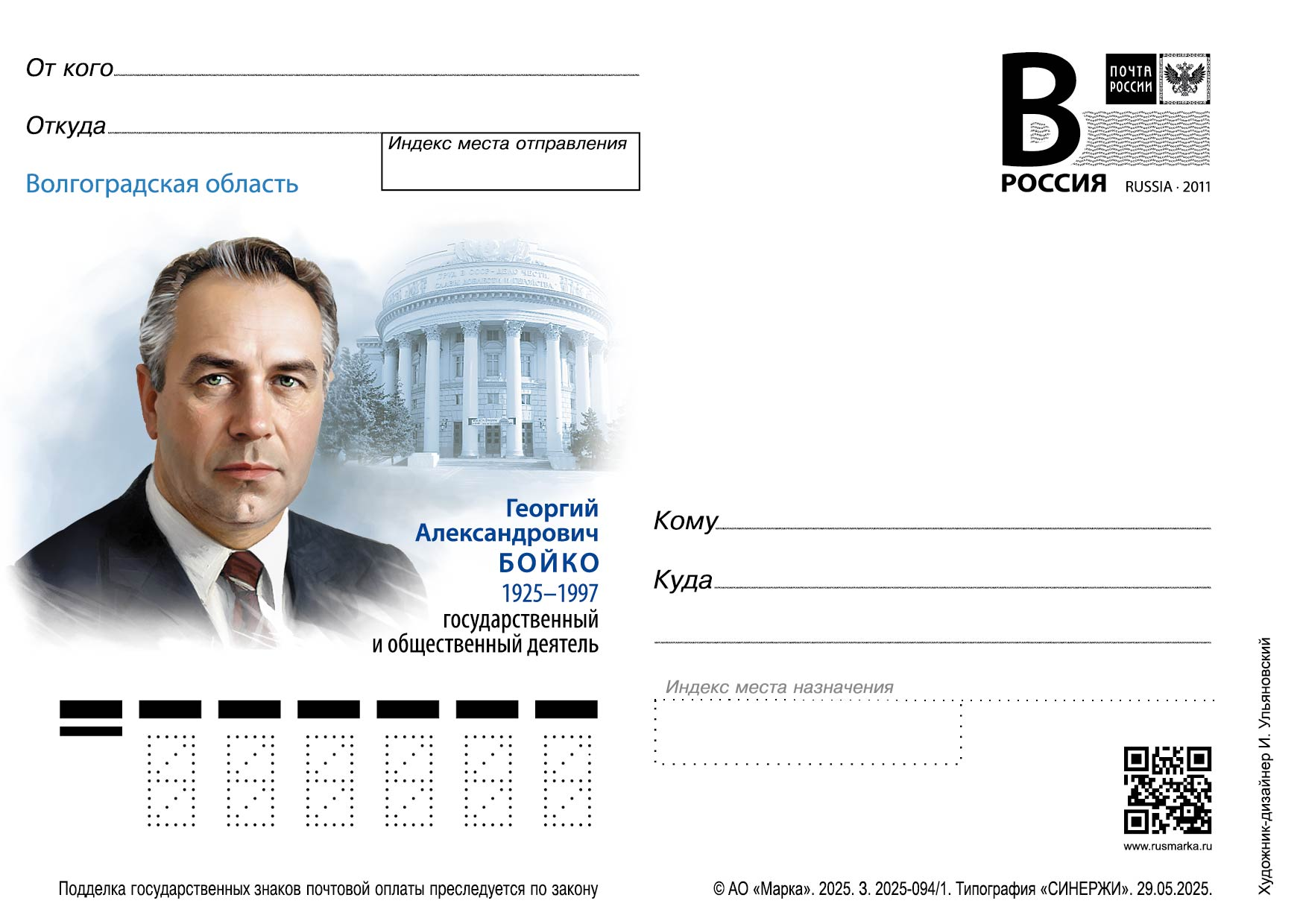
Почтовая карточка с литерой "В" "Волгоградская область. Г.А. Бойко (1925–1997), государственный и общественный деятель"

В 2025 году АО "Марка" была выпущена почтовая карточка с литерой "В", посвященная Бойко Г.А.
1. ↑  Волгоградская область. Г.А. Бойко (1925–1997), государственный и общественный деятель. rusmarka.ru. Дата обращения: 25 июня 2025.